# Vanoverberghia
Vanoverberghia är ett släkte av enhjärtbladiga växter. Vanoverberghia ingår i familjen Zingiberaceae.
Kladogram enligt Catalogue of Life:
| Vanoverberghia | \| \| Vanoverberghia sasakiana \| \| \| \| \| \| Vanoverberghia sepulchrei \| \| \| \| |
|                | \| \| Vanoverberghia sasakiana \| \| \| \| \| \| Vanoverberghia sepulchrei \| \| \| \| |
|                | Vanoverberghia sasakiana                                                               |
|                |                                                                                        |
|                | Vanoverberghia sepulchrei                                                              |
|                |                                                                                        |